# Felice Romani
 (janvier 2023).
Si vous disposez d'ouvrages ou d'articles de référence ou si vous connaissez des sites web de qualité traitant du thème abordé ici, merci de compléter l'article en donnant les références utiles à sa vérifiabilité et en les liant à la section « Notes et références ».
Felice Romani (Gênes, 31 janvier 1788 – Moneglia, 28 janvier 1865) est un librettiste, poète, érudit en littérature et mythologie et critique musical italien.
Auteur des livrets d'opéras de Gaetano Donizetti et Vincenzo Bellini notamment, Romani est considéré comme l'un des meilleurs librettistes italiens, avec Metastasio et Arrigo Boito.

## Biographie
Premier de douze frères, Felice Romani naît à Gênes le 31 janvier 1788 dans une famille aisée qui, en raison de difficultés économiques, s'installe à Moneglia.
Il commence des études de droit à Pise mais abandonne rapidement cette voie pour s'inscrire en lettres à l'université de Gênes où il a comme maître l'helléniste don Giuseppe Solari. Après l'obtention de son diplôme, il enseigne comme chargé de cours suppléant dans cette même université mais refuse sa nomination à la chaire de Solari par solidarité avec son maître qui en avait été déchargé.
Il traduit de la littérature française et, avec l'un de ses collègues, prépare un dictionnaire en six volumes de mythologie et d'histoire antique de l'Italie incluant la période celtique. Le savoir-faire de Romani en français et en antiquité se reflètera dans ses livrets : la majorité sont fondés sur la littérature française et beaucoup, tel que Norma emploient des sources mythologiques.
Romani voyage beaucoup en Espagne, en Grèce, en Allemagne et en France. Malgré son intérêt pour la littérature française, il refuse de travailler à Paris. Après avoir décliné également l'emploi de poète de cour à Vienne, il débute à Gênes comme librettiste avec La rosa bianca e la rosa rossa pour la musique de Simon Mayr. À la suite du grand succès obtenu avec Medea a Corinto, toujours pour Mayr, il est engagé par l'impresario de la Scala de Milan, Benedetto Ricci, pour la production de six nouveaux livrets par an.
En 1814 il s'installe à Milan où il devient l'ami des figures importantes du monde littéraire et musical tout en restant lié au milieu culturel génois et en continuant à écrire dans la "Gazzette di Genova", où il avait débuté comme poète en 1810.
En règle générale, Romani ne crée pas ses propres histoires : il adapte les pièces les plus populaires produites sur la scène des théâtres parisiens ce qui parfois se révèle ne pas être une excellente stratégie étant donné le caractère flou de la législation de l'époque sur les droits de propriété intellectuelle : lorsque l'opéra de Donizetti Lucrezia Borgia fondé sur la pièce de Victor Hugo est mise en scène à Paris, il doit réécrire le livret en transformant les personnages italiens en turcs et en changeant le titre pour La Rinegata parce que Hugo avait obtenu l'interdiction de toute autre production.
De formation classique, Romani se montre méfiant envers les nouveaux ferments du romantisme mais, pour la création de ses livrets, il sait malgré tout puiser dans la production d'auteurs modernes et romantiques comme Lord Byron, Victor Hugo et Walter Scott, contribuant à défendre un goût qui s'affirmera avec les librettistes de la génération suivante comme Salvatore Cammarano, Francesco Maria Piave et Antonio Somma.
Il écrit quatre-vingt-dix livrets, aux vers fluides et élégants, on ne peut mieux adaptés à la musique, dont la plupart sont mis en musique par les plus grands compositeurs d'opéras travaillant en Italie entre la deuxième et la cinquième décennie du XIXe siècle, parmi lesquels Vincenzo Bellini, Gaetano Donizetti (Anna Bolena et L'elisir d'amore adapté de la pièce d'Eugène Scribe Le Philtre), Saverio Mercadante, Giacomo Meyerbeer, Giovanni Pacini, Gioachino Rossini (Il Turco in Italia) et, à une seule occasion, Giuseppe Verdi lui-même pour sa première comédie Un giorno di regno, originellement écrit pour le compositeur Adalbert Gyrowetz.
Particulièrement chanceuse et artistiquement heureuse fut sa collaboration avec Bellini, qui reçoit de la plume de Romani (auquel il a pu dire : « Donnez-moi les bons vers, je vous donnerai la bonne musique ») les livrets de sept de ses dix opéras (Il pirata, La Straniera, Zaira, I Capuleti ed i Montecchi, La Sonnambula, Norma et Beatrice di Tenda). Le compositeur exprimera à plusieurs occasions son admiration pour les vers du poète génois qu'il considère comme le plus grand librettiste de son temps. Ce que recherchait Bellini dans un livret, selon une lettre du 4 août 1834 à Florimo, il le trouve chez Romani dont les situations dramatiques parfois exagérées sont exprimées en vers « conçus pour dépeindre les passions de la façon la plus animée ».
À la suite d'une mésentente au sujet de Beatrice di Tenda, Bellini ayant monté I Puritani sur un livret de Carlo Pepoli est déterminé à ne plus composer d'opéras italiens qu'avec Romani. Mais I Puritani sera son dernier opéra, il meurt moins d'un an après la première. Romani l'a sincèrement pleuré et a écrit une nécrologie dans laquelle il exprime ses profonds regrets au-delà de leur désaccord.
En 1834, Romani est rédacteur à la Gazzetta Ufficiale Piemontese où il contribuera à la critique littéraire, avec une interruption entre 1849 et 1854, jusqu'à sa mort en 1865 à Moneglia, dans la région Ligure.
Un volume de ses poésies lyriques a été édité en 1841.

## Livrets
- Pour chaque livret sont indiqués :
  - Les compositeurs qui l'ont mis en musique, la date de la première exécution et éventuellement le nouveau titre. Parfois, les rééditions qui comportent des modifications.

- La rosa bianca e la rosa rossa (en) (autre titre : Il trionfo dell'amicizia)
  - Simon Mayr (1813)
  - Pietro Generali (1818)
  - Tomás Genovés y Lapetra, Enrico y Clotilde (1831)
- Medea in Corinto (en)
  - Simon Mayr (1813)
  - Prospero Selli (1839)
  - Saverio Mercadante, Medea (it), révision de Salvatore Cammarano (1851)
- Aureliano in Palmira
  - Gioachino Rossini (1813)
- Atar ossia Il serraglio di Ormus
  - Simon Mayr (1814)
  - Carlo Coccia, Atar ou O serralho de Ormuz (1820)
  - Luiz Antonio Miró, Atar ou O serralho d'Ormus (1836)
- Il Turco in Italia
  - Gioachino Rossini (1814)
- Le due duchesse (en), ossia La caccia ai lupi
  - Simon Mayr (1814)
  - Filippo Celli (d) (1824)
- L'ira di Achille (it)
  - Giuseppe Nicolini (1814)
- La testa di bronzo o sia La capanna solitaria
  - Carlo Evasio Soliva (1816)
  - Saverio Mercadante, La testa di bronzo (it) (1827)
  - Giacomo Fontemaggi (1835)
  - Vincenzo Mela (1855)
- Maometto (en)
  - Peter von Winter (1817)
- Rodrigo di Valenza (it)
  - Pietro Generali (1817)
  - Ferdinando Orlandi (1820)
  - Filippo Chimeri, Elmonda di Valenza (1845)
- Mennone e Zemira
  - Simon Mayr (1817)
- La gioventù di Cesare (it)
  - Stefano Pavesi (1814)
- Le zingare dell'Asturia
  - Carlo Evasio Soliva (1817)
- Adele di Lusignano
  - Michele Carafa (1817)
  - Ramón Carnicer, Adele di Lusignano (ca) (1819)
- I due Valdomiri
  - Peter von Winter (1817)
- Gianni di Parigi
  - Francesco Morlacchi (1818)
  - Giovanni Antonio Speranza (1836)
  - Gaetano Donizetti, Gianni di Parigi (1839 mais mis en musique en 1831)
- Il finto Stanislao
  - Adalbert Gyrowetz (1818)
  - Giuseppe Verdi, Un giorno di regno (1840)
- Il barone di Dolshein
  - Giovanni Pacini (1818)
  - Franz Schoberlechner (1827)
- Danao
  - Simon Mayr (1818)
  - Giuseppe Persiani, Danao re d'Argo (1827)
- Gl'Illinesi
  - Francesco Basily (1819)
  - Francesco Sampieri (1823)
  - Luigi Viviani, L'eroe francese (1826)
  - Feliciano Strepponi (en) (1829)
  - Pietro Antonio Coppola, Gli Illinesi (1835)
  - Francisco Gomez, Irza (1845)
- Clemenza d'Entragues
  - Vittorio Trento (1819)
- Il falegname di Livonia
  - Giovanni Pacini (1819)
- Il califo e la schiava
  - Francesco Basily (1819)
  - Gioachino Rossini, Adina, révision de Gherardo Bevilacqua Aldobrandini (1826)
  - Giovanni Quaquerini (1842)
- Bianca e Falliero o sia Il consiglio dei tre
  - Gioachino Rossini (1819)
- Vallace o sia L'eroe scozzese
  - Giovanni Pacini (1820)
- La sacerdotessa d'Irminsul (it)
  - Giovanni Pacini (1820)
- I due Figaro (en) o sia Il soggetto di una commedia
  - Michele Carafa (1820)
  - Giovanni Panizza (1824)
  - Dionisio Brogliardi (1825)
  - Saverio Mercadante, I due Figaro (en) (1835)
  - Giovanni Antonio Speranza (1839)
- Margherita d'Anjou
  - Giacomo Meyerbeer (1820)
- Donna Aurora o sia Il romanzo all'improvviso
  - Francesco Morlacchi (1821)
- La voce misteriosa
  - Giuseppe Mosca (1821)
  - Carlo Mellara (1823)
- Atalia (de)
  - Simon Mayr (1822)
- L'esule di Granata
  - Giacomo Meyerbeer (1822)
  - Giovanni Tadolini, Almanzor (1827)
- Adele ed Emerico (it) ossia Il posto abbandonato
  - Saverio Mercadante (1822)
- Chiara e Serafina ossia Il pirata
  - Gaetano Donizetti (1822)
  - Alberto Mazzucato, I corsari (it), révision de Temistocle Solera (1840)
- Amleto (it)
  - Saverio Mercadante (1822)
- Chi fa così, fa bene
  - Feliciano Strepponi (1823)
- Abufar, ossia La famiglia araba
  - Michele Carafa (1823)
  - Manuel Garcia, El Abufar (1827)
- Francesca da RiminiFrancesca da Rimini
Tableau de Anselm Feuerbach (1829—1880)
  - Feliciano Strepponi (1823)
  - Luigi Carlini (1825)

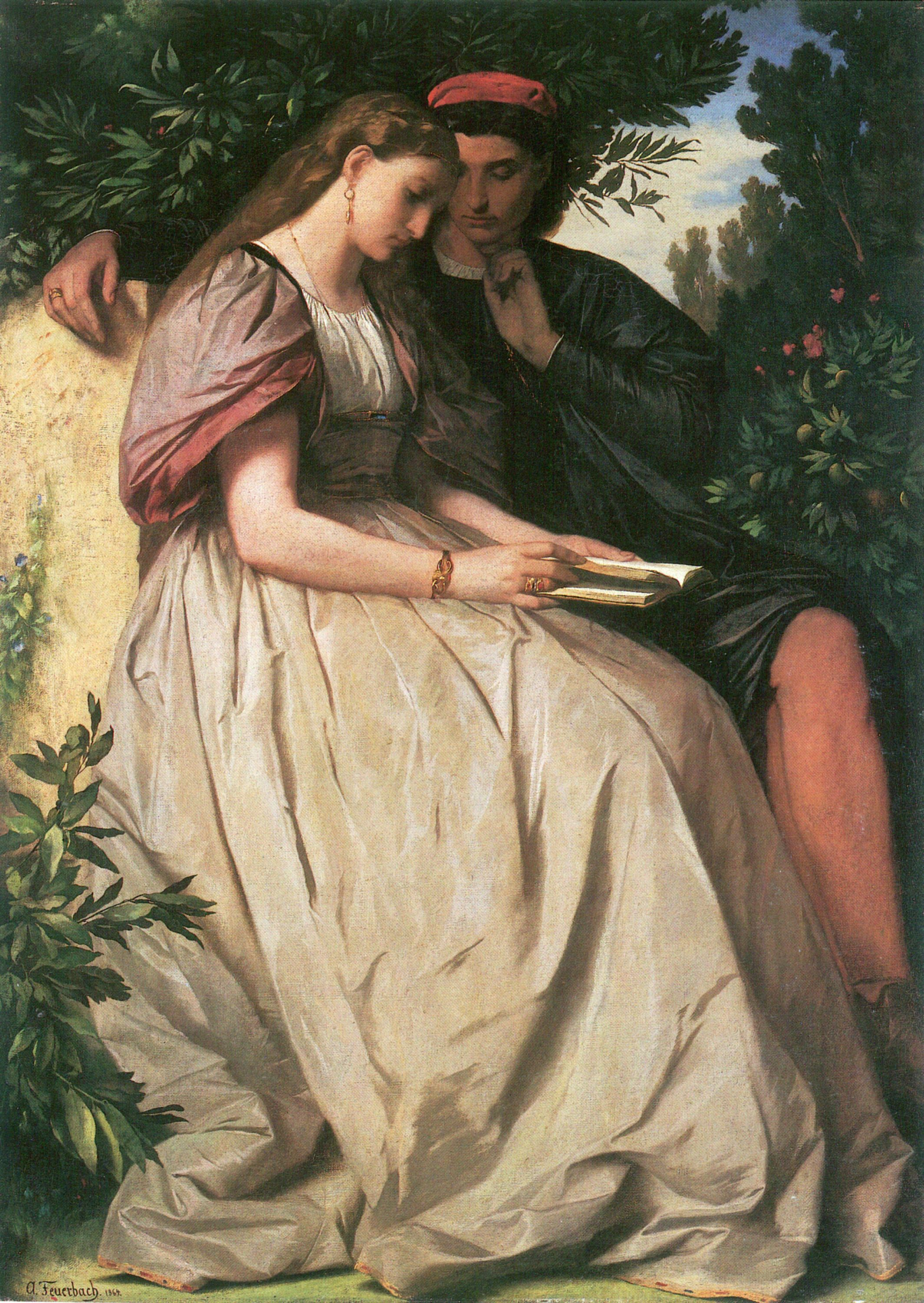
Francesca da Rimini
Tableau de Anselm Feuerbach (1829—1880)

  - Saverio Mercadante, Francesca da Rimini (Mercadante) (1828)
  - Massimiliano Quilici (1829)
  - Giuseppe Staffa (1831)
  - Giuseppe Fournier (1832)
  - Giuseppe Tamburini (1835)
  - Emanuele Borgatta (1837)
  - Francesco Morlacchi (composée en 1840, incomplète)
  - Francesco Canneti (1843)
  - Giovanni Franchini (1857)
- Egilda di Provenza
  - Stefano Pavesi (1823)
  - Evangelista Pareira da Costa, Egilda de Provenca (1827)
- Amina ovvero L'innocenza perseguitata
  - Giuseppe Rastrelli (1824)
  - Antonio D'Antoni (1825)
  - Carlo Valentini, Amina, ossia L'orfanella di Ginevra, révision de Andrea Leone Tottola (1825)
- Elena e Malvina (it)
  - Carlo Evasio Soliva (1824)
  - Ramón Carnicer, Elena y Malvina (ca) (1829)
  - Francesco Vincenzo Schira (1832)
  - Giuseppe Mazza (1834)
  - Egisto Vignozzi (1835)
- Il sonnambulo
  - Michele Carafa (1824)
  - Luigi Ricci (1830)
  - Carlo Valentini (1834)
  - Luiz Antonio Miró, O sonambulo (1835)
  - Salvatore Agnelli, Il fantasma (1842)
  - Giuseppe Persiani, Il fantasma (1843)
- Gli avventurieri
  - Giacomo Cordella (1825)
  - Luigi Felice Rossi (1835)
  - Carlo Valentini (1836)
  - Antonio Buzzolla (1842)
  - Antonio Cagnoni, Amori e trappole, révision de Marco Marcelliano Marcello (1850)
- Giulietta e Romeo
  - Nicola Vaccai (1825)
  - Eugenio Torriani (1828)
  - Vincenzo Bellini, I Capuleti e i Montecchi (1830)
- Il montanaro (it)
  - Saverio Mercadante (1827)
  - Pietro Campiuti, L'incognito (1832)
  - Giovan Battista Cagnola, Il podestà di Gorgonzola (1854)
- La selva d'Hermanstadt
  - Felice Frasi (it) (1827)
- Il pirata
  - Vincenzo Bellini (1827)
- Gastone di Foix (it)
  - Giuseppe Persiani (1827)
  - Franciszek Mirecki, Cornelio Bentivoglio (1844)
- Il divorzio persiano (it) ossia Il gran bazzarro di Bassora
  - Pietro Generali (1828)
  - Feliciano Strepponi, L'ullà di Bassora (1831)
  - Giuseppe Gerli, Il pitocco (1834)
  - Giuseppe Mazza (1836)
- I saraceni in Sicilia ovvero Eufemio di Messina
  - Francesco Morlacchi (1828)
  - Daniele Nicelli, Il proscritto di Messina (1829)
  - Giuseppe Persiani, Eufemio di Messina ovvero La distruzione di Catania (1829)
  - Francesco Morlacchi, Il rinnegato (1832)
  - Ramón Carnicer, Eufemio da Messina o Los sarracenos en Sicilia (ca) (1832)
  - Alessandro Curmi, Il proscritto di Messina (1843)
  - Angelo Agostini, Il rinnegato (1858)
- Alcina, regina di Golconda
  - Gaetano Donizetti (1828)
- Colombo
  - Francesco Morlacchi (1828)
  - Luigi Ricci (1829)
  - Ramón Carnicer, Cristóforo Colombo (ca) (1831)
  - Luigi Bottesini, Cristoforo Colombo (1848)
  - Carlo Emanuele De Barbieri, Columbus (1848)
  - Vincenzo Mela, Cristoforo Colombo (1857)
  - Felicita Casella, Cristoforo Colombo (1865)
  - Giuseppe Marcora (1869)
- La straniera
  - Vincenzo Bellini (1829)
- Rosmonda
  - Carlo Coccia (1829)
  - Gaetano Donizetti, Rosmonda d'Inghilterra (1834)
  - Antonio Belisario (1835)
  - Pietro Tonassi e Pietro Collavo, Il castello di Woodstock (1839)
  - Otto Nicolai, Enrico II (1839)
- Saul
  - Nicola Vaccai (1829)
  - Ferdinando Ceccherini (1843)
  - Giovanni Antonio Speranza (1844)
- Zaira
  - Vincenzo Bellini (1829)
  - Alessandro Gandini (1829)
  - Saverio Mercadante, Zaira (it) (1831)
  - Antonio Mami (1845)
- Giovanna Shore
  - Carlo Conti (1829)
  - Lauro Rossi (1836)
  - Enrico Lacroix (1845)
  - Vincenzo Bonnetti (1853)
- La rappresaglia
  - Saverio Mercadante (1829)
- Bianca di Belmonte
  - Luigi Riesck (1829)
  - Tomás Genovés y Lapetra (1833)
- Annibale in Torino (it)
  - Luigi Ricci (1830)
- Anna Bolena
  - Gaetano Donizetti (1830)
- Il romito di Provenza
  - Pietro Generali (1831)
  - M. A. Sauli (1846)
- La sonnambula La sonnambula
Portrait de la soprano Jenny Lind dans le rôle d'Amina
  - Vincenzo Bellini (1831)

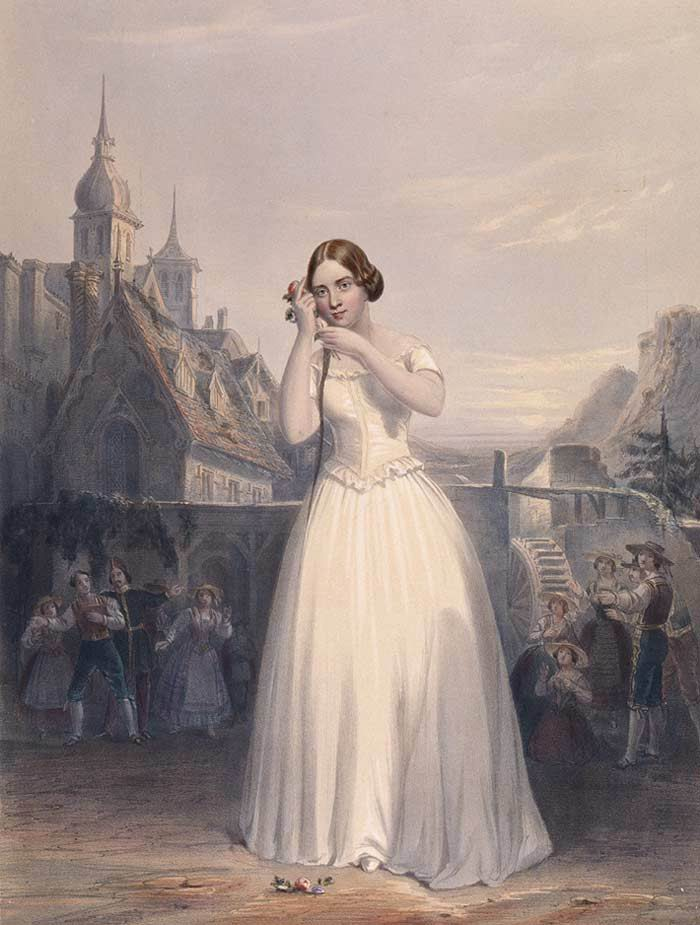
La sonnambula
Portrait de la soprano Jenny Lind dans le rôle d'Amina

- Il disertore svizzero ovvero La nostalgia
  - Cesare Pugni (1831)
  - Lauro Rossi (1832)
  - Angelo Pellegrini (1841)
  - Giovanni Battista Meiners (1842)
- La neve
  - Luigi Ricci (1831)
- Norma
  - Vincenzo Bellini (1831)
- I normanni a Parigi
  - Saverio Mercadante (1832)
- Ugo, conte di Parigi
  - Gaetano Donizetti (1832)
  - Alberto Mazzucato, Luigi V, re di Francia (1843, 1852)
- L'elisir d'amore
  - Gaetano Donizetti (1832)
- Ismalia (it) ossia Morte ed amore
  - Saverio Mercadante (1832)
  - Ramón Carnicer (1838)
  - Vicenc Cuyás y Borés, La fattucchiera (1838)
- Il segreto
  - Luigi Maiocchi (1833)
  - Placido Mandanici (1836)
- Caterina di Guisa (en)
  - Carlo Coccia (1833)
  - Giuseppe Mazza (1836)
  - Luigi Savi (1838)
  - Fabio Campana (1838)
  - Francesco Chiaromonte (1850)
  - Antonio Gandolfi (1859)
  - Cenobio Paniagua y Vasquez (1859)
  - Beniamino Rossi (1861)
  - Giacomo Nascimbene, Enrico di Guisa (1868)
- Il conte d'Essex (it)
  - Saverio Mercadante (1833)
- Parisina
  - Gaetano Donizetti (1833)
  - Tomás E. Giribaldi (1878)
- Beatrice di Tenda
  - Vincenzo Bellini (1833)
  - Rinaldo Ticci (1837)
  - Frederico Guimarães, Beatriz (1882)
- Il contrabbandiere
  - Cesare Pugni (1833)
  - Natale Perelli (1842)
- I due sergenti
  - Luigi Ricci (1833)
  - Alberto Mazzucato (1841)
  - Gualtiero Sanelli (1842)
- Lucrezia Borgia
  - Gaetano Donizetti (1833)
- La figlia dell'arciere (it)
  - Carlo Coccia, acte III de Domenico Andreotti (1834)
  - Gaetano Donizetti, Adelia, acte III de Girolamo Maria Marini (1841)
  - Carlo Pedrotti (1844)
  - Valdemaro de Barbarikine, Adelia (1877)
- Un'avventura di Scaramuccia (ca)
  - Luigi Ricci (1834)
- Emma d'Antiochia
  - Saverio Mercadante (1834)
  - Giovanni Bracciolini, Emma e Ruggero (1838)
  - Vincenzo Pontani, Emma e Ruggero (1852)
  - Carlo Lovati-Cozzulani, Alda (1866)
  - Ercole Cavazza, Emma (1877)
- Un episodio del San Michele (it)
  - Cesare Pugni (1834)
  - Giuseppe Concone (1836)
  - Luigi Savi, L'avaro (1840)
  - Ermanno Picchi, Il tre di novembre (1844)
  - Giuseppe Lombardini, La sartina e l'usurajo (1853)
  - Pietro Repetto, Un episodio del San Michele (1855)
  - Guglielmo Quarenghi, Il dì di San Michele (1863)
  - Carlo Brizzi, L'avaro (1877)
- Uggero il danese (it)
  - Saverio Mercadante (1834)
- La gioventù di Enrico V (it)
  - Saverio Mercadante (1834)
- Francesco Donato (it) ossia Corinto distrutta
  - Saverio Mercadante (1835)
  - Pietro Raimondi (1842)
- Odio e amore
  - Mariano Obiols (1837)
  - Alfonso Cosentino, Laurina (1858)
- La solitaria delle Asturie o sia La Spagna ricuperata
  - Carlo Coccia (1838)
  - Saverio Mercadante, La solitaria delle Asturie (it) (1840)
  - Luigi Ricci (1845)
  - Giuseppe Sordelli (1846)
  - Giuseppe Winter, Matilde di Scozia (1852)
- La spia ovvero Il merciaiuolo americano
  - Angelo Villanis (it) (1850)
- Edita di Lorno
  - Giulio Litta (en) (1853)
- Cristina di Svezia
  - Sigismund Thalberg (1855)

## Crédit d'auteurs
- (it)/(en) Cet article est partiellement ou en totalité issu des articles intitulés en italien « Felice Romani » (voir la liste des auteurs) et en anglais « Felice Romani » (voir la liste des auteurs).